# Stenosi carotidea
La stenosi carotidea è un restringimento del lume dell'arteria carotide, generalmente dovuto ad aterosclerosi. È associata ad un aumentato rischio di ictus e TIA.

## Eziologia
La maggior parte delle stenosi carotidee è dovuta a fenomeni aterosclerotici a carico delle arterie carotidi.
Esistono però altre malattie, quali arterite di Takayasu, arterite a cellule giganti, dissecazione carotidea o displasia fibromuscolare, che possono provocare lo stesso reperto clinico con differente sintomatologia.

## Epidemiologia
La prevalenza della malattia risulta difficile da studiare dal momento che una stenosi carotidea può rimanere asintomatica fino a restringimento anche superiore al 50%.
È stato stimato che una stenosi carotidea >50% sia presente:
- tra il 2 e il 9% nella popolazione normale
- tra il 5 e il 9% in persone >65 anni
- tra l'11 e il 26% in persone con malattia coronarica
- tra il 25 e il 49% in persone con arteriopatia obliterante periferica

Il sesso maschile è 2 volte più colpito rispetto a quello femminile.

### Fattori di rischio
I fattori di rischio allo sviluppo di stenosi dell'arteria carotide sono i medesimi che per l'aterosclerosi.
Sono presenti ulteriori fattori che permettono di stimare una maggiore o minore progressione della malattia:
- diabete
- fumo
- ipertensione
- stenosi carotidea controlaterale
- coronaropatia

## Patofisiologia
Le forme di stenosi carotidea ad eziologia ateromasica si differenziano a seconda dell'aspetto della placca:
- la placca ateromasica può crescere fino a restringere totalmente il vaso (in presenza di circoli collaterali pervi può permanere asintomatica)
- la presenza della placca può sovvertire la struttura dell'arteria, che assumerà una forma tortuosa il cui flusso sanguigno sarà turbolento e quindi trombogenico
- la placca può fissurarsi o rompersi con successiva formazione di un trombo che può embolizzare ai vasi più distali (arterie cerebrali)

Nella displasia fibromuscolare, la più comune forma non aterosclerotica di stenosi carotidea, vi è un ispessimento patologico della parete arteriosa. L'arteria interessata assume un aspetto stenotico, tortuoso o aneurismatico, con maggiore suscettibilità a fenomeni trombotici o di dissecazione.

## Presentazione clinica
Segni e sintomi correlati alla stenosi carotidea non sono riscontrabili soltanto alla sede di malattia, ma anche al territorio di vascolarizzazione dell'arteria carotide stessa, ovvero l'encefalo.
Le forme asintomatiche sono individuabili tramite auscultazione (soffi carotidei) o ecografia dei tronchi sovraortici.
Le forme sintomatiche possono presentarsi invece tramite attacchi ischemici transitori, a volte ingravescenti, e stroke:
- amaurosi fugace
- infarto retinico
- disartria
- emiplegia o emiparesi

Le forme correlate a dissecazione carotidea sono associate ad intenso dolore al collo.

## Diagnosi

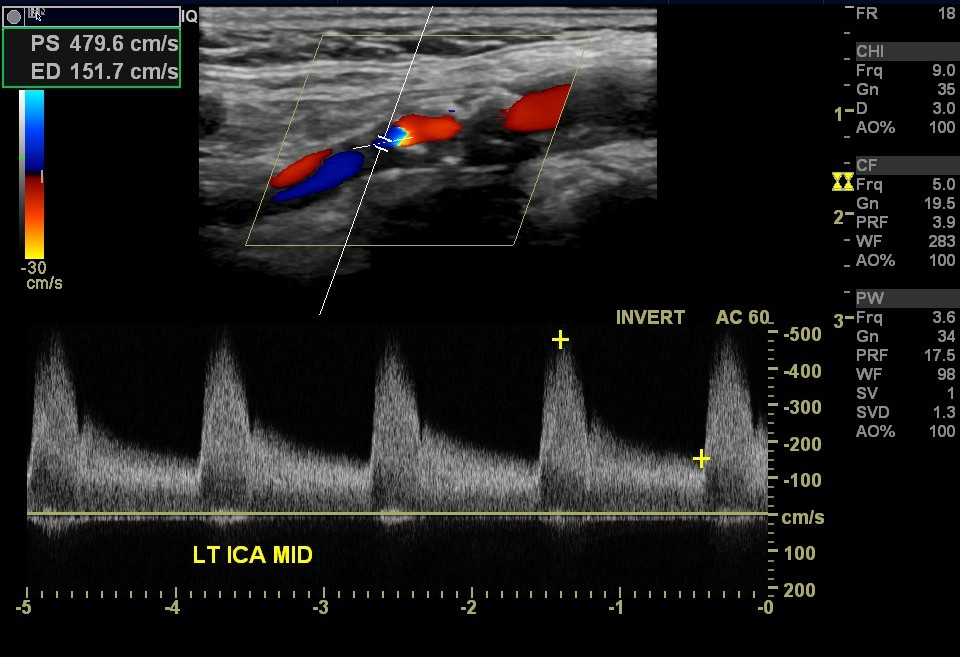
Un'ecodoppler dell'arteria carotide interna con stenosi subocclusiva

La diagnosi di stenosi carotidea viene effettuata nelle forme sintomatiche tramite ecografia Doppler, angiografia classica, AngioTc (CTA: computed tomography angiography), MRA (magnetic resonance angiography).
Di norma l'ecocolordoppler è l'esame utilizzato per porre diagnosi di stenosi carotidea, si ricorre poi ad AngioTc in caso di programmazione di intervento di rivascolarizzazione.
Vengono valutate le forme asintomatiche solo in presenza di almeno due fattori di rischio o di soffi carotidei.

### Classificazione
A seconda della percentuale di stenosi presente, vengono identificate due classi di severità:
- moderata (50-69%)
- severa (70-99%)

## Trattamento

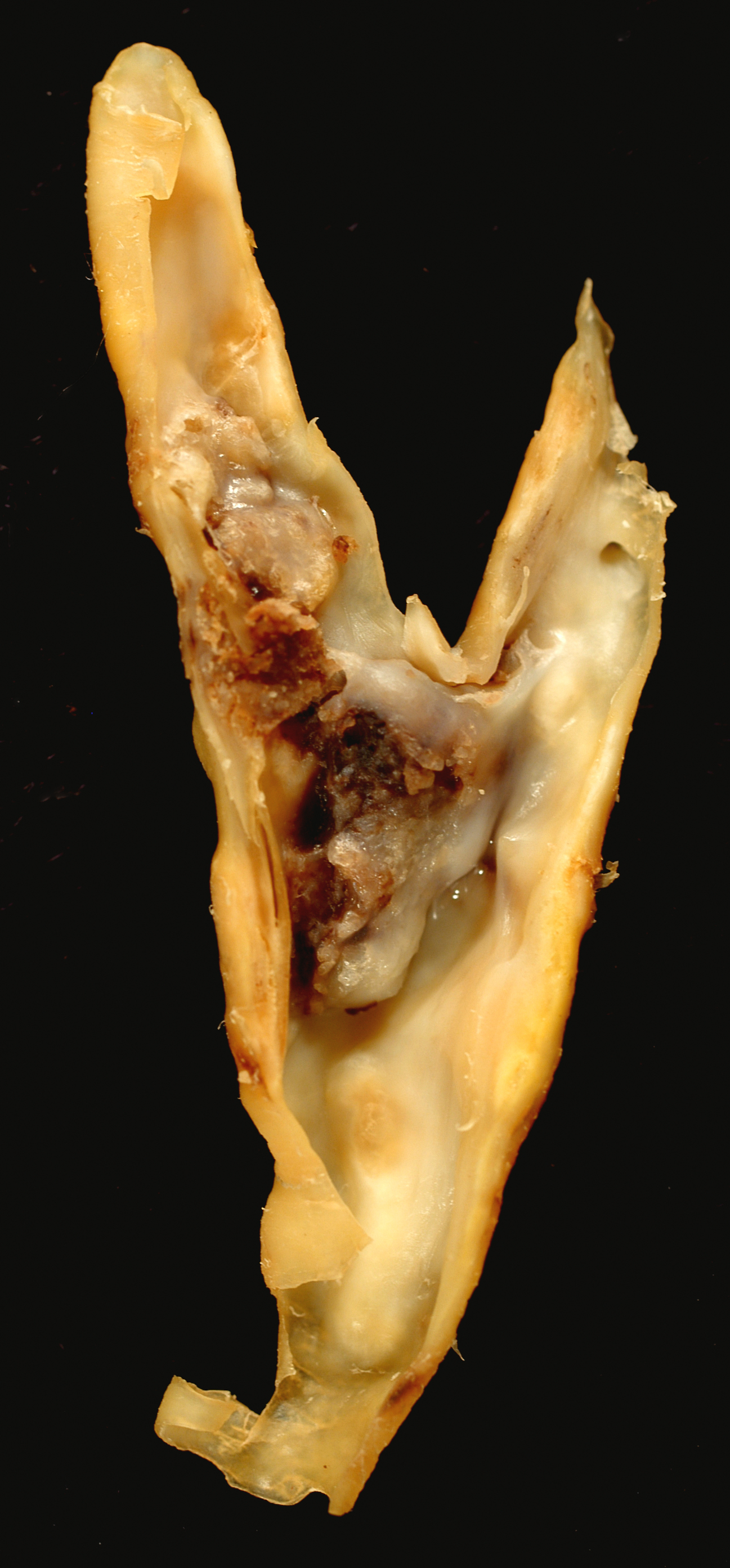
Un campione patologico prelevato tramite endoarteriectomia con stenosi della biforcazione carotidea

Il trattamento della stenosi carotidea è commisurato al grado di severità della malattia.
Nelle forme asintomatiche e con stenosi <70% si interviene modificando lo stile di vita per eliminare i fattori di rischio, associando la terapia medica con:
- statine (LDL < 100 mg/dL), in questo caso la loro assunzione è atta sia a ridurre i livelli di lipemia, sia a stabilizzare la placca, riducendo il rischio di rottura con conseguente formazione di emboli;
- antipertensivi (pressione arteriosa sistemica < 140/90 mmHg);
- aspirina 75-100 mg/die.

Nelle forme sintomatiche (in presenza di stenosi di almeno il 50% del lume) o con stenosi >70% viene valutata la possibilità di intervento chirurgico ed impostata una terapia antiaggregante più aggressiva. L'endoarteriectomia viene considerata la procedura d'elezione, in quanto gravata da minori effetti avversi (exitus e stroke) rispetto all'angioplastica con stent.
Va sottolineato che in caso di occlusione dell'arteria, ossia di una stenosi pari al 100%, non è possibile intervenire tramite trattamento chirurgico o endovascolare. In questo caso l'unica terapia possibile è quella medica.